# Бирюков, Анатолий Андреевич
Анатолий Андреевич Бирюков (12 июня 1930, с. Ранино Хоботовского района Тамбовской области — 12 ноября 2020, Москва) — один из основоположников российского массажа, заслуженный работник физической культуры (1992), заслуженный работник высшей школы (2008), доктор педагогических наук (1994), профессор (1990).

## Биография
Родился в многодетной семье, у него было пятеро братьев и сестёр. Летом 1941 года, когда началась война, окончил третий класс школы.
Зимой 1942 года Бирюковых отправили восстанавливать шахты в Тульскую область в город Бобрик-Донской. Через год Андрея Бирюкова отправили в Москву, куда вскоре перебралась семья.
В 1943 году поступил в фабрично-заводское училище портных, затем работал портным.
В 1944 году по комсомольской путёвке работал электромонтёром, восстанавливая освещение в Москве, также работал монтёром-телефонистом.
В 1947 году начал тренироваться в спортивном обществе «Труд». Под руководством Якова Алексеевича Неврейтдинова стал мастером спорта СССР по греко-римской борьбе.
В конце 1948 года Бирюков познакомился с одним из основоположников лечебной физкультуры и спортивной медицины в СССР, профессором Иваном Михайловичем Саркизовым-Серазини. По настоянию Саркизова-Серазини Бирюков поступил в школу рабочей молодёжи в 1949 году.
В 1950—1954 служил в армии по призыву; Бирюков был призван в  спортивную роту Московского военно-воздушного округа, где командорвал Василий Сталин.
В 1954—1956 гг. после увольнения в запас вернулся к обучению в школе рабочей молодёжи.
В 1956—1958 окончил Школу тренеров при ГЦОЛИФК. В 1959 году сдал вступительные экзамены. Обучение совмещал с тренерской работой во Дворце тяжёлой атлетики, преподавал массаж на кафедре у профессора И. М. Саркизова-Серазини.
С 1960 года Бирюков преподавал курс Саркизова-Серазини «Массаж», который расширил своими наработками с учётом строения мышц и положения тела. На основании физиологических данных разработал методики проведения массажа в различных видах спорта.
В 1974 г. защитил кандидатскую диссертацию по теме «Методика восстановительного массажа при субмаксимальной нагрузке».
С 1952 года принимал непосредственное участие в составе советских, а затем и российских делегациях на Олимпийских играх в качестве реабилитатора, много работал на чемпионатах мира. Последние годы работал со сборными командами как реабилитолог и массажист.
Написал более 500 научно-методических и популярных работ, 50 книг (из них 8 учебников по спортивному, лечебному и гигиеническому массажу для вузов) и 10 монографий . Впервые дал определение термину «массаж», разработал и обосновал общую классификацию массажа (виды, методы, приёмы). Его работы изданы в Польше, Испании, Японии, Болгарии, Кубе, Мексике, США и других странах<ref name="gtsolifk2">.
Семья: жена, дочь и сын.
Похоронен на Митинском кладбище (94 участок).

## Сочинения
- Самомассаж — источник бодрости, сил, здоровья [Текст]. — Москва : Физкультура и спорт, 1972. — 63 с. : ил.; 20 см.
- Самомассаж спортсмена [Текст]. — Москва : Физкультура и спорт, 1968. — 53 с. : ил.; 20 см.
- Спортивный массаж [Текст] : (Пособие для тренеров, спорт. врачей и массажистов). — Москва : Физкультура и спорт, 1972. — 126 с. : ил.; 20 см.
- Массаж для всех : [Справ. пособие] / Анатолий Бирюков. — Москва : ООО «Арнадия», 1997. — 427,[3] с. : ил.; 20 см. — (Для дома, для семьи).; ISBN 5-88666-012-7
- Самомассаж для всех и каждого / Анатолий Бирюков. — Москва : Золотой теленок, 2003. — 319,[1] с. : ил.; 21 см; ISBN 5882570514
- Средства восстановления работоспособности спортсмена [Текст]. — Москва : Физкультура и спорт, 1979. — 152 с. : ил.; 20 см.
- Секреты массажа [Текст] : Для тех, кто хочет быть здоров и сдает нормативы комплекса ГТО / А. Бирюков. — Москва : Мол. гвардия, 1977. — 96 с., 8 л. ил. : ил.; 16 см.
- Особенности русского классического массажа в различных видах спорта : монография / А. А. Бирюков. — Москва : Физическая культура, 2008. — 303 с. : ил.; 21 см; ISBN 978-5-9746-0099-9
- Классический массаж / А. А. Бирюков. — Алма-Ата : Казахстан, 1989. — 205,[2] с. : ил.; 17 см; ISBN 5-615-00281-6
- Эта волшебница баня / А. А. Бирюков. — Москва : Сов. спорт, 1991. — 108,[2] с. : ил.; 20 см; ISBN 5-85009-076-2
- Учитесь делать массаж / А. А. Бирюков. — Москва : Азбука, 1995. — 351,[1] с. : ил.; 20 см. — (Город мастеров).; ISBN 5-85685-013-0
- Баня и массаж : А. А. Бирюков. — Минск : Полымя, 1989. — 254, [1] с. : ил.; 20 см. — (За здоровьем и долголетием).; ISBN 5-345-00136-7

## Награды
- Медаль Пьера де Кубертена «За величайшие заслуги в области развития Олимпийского движения»[2]
- орден Дружбы[2]
- медаль ордена «За заслуги перед Отечеством» II степени[2]
- Почётная грамота Президента Российской Федерации «За заслуги в развитии физической культуры и спорта, высокие спортивные достижения на Всемирных универсиадах и Олимпийских играх»[2].

## Память
Портрет А. А. Бирюкова создал известный российский художник А. П. Парфёнов.